# Ursula oder das unwerte Leben
Ursula oder das unwerte Leben ist ein Schweizer Dokumentarfilm über die Entwicklungsmöglichkeiten schwerstbehinderter Menschen. Den Kommentar sprach Helene Weigel. Der Film kam 1966 in die Kinos und erregte großes Aufsehen.

## Hintergrund
Der Filmtitel zitiert die 1920 erschienene Schrift Die Freigabe der Vernichtung lebensunwerten Lebens von Karl Binding und Alfred Hoche, die später der NS-Ideologie Vorschub leisten sollte. Im Jahr 1960 trat in der Schweiz das Bundesgesetz für die Invalidenversicherung in Kraft. Unterstützung war nach diesem Gesetz nur für entwicklungsfähige Kinder vorgesehen. Die Filmarbeiten mit der Pädagogin Mimi Scheiblauer in entsprechenden Institutionen machten deutlich, wie wenig damals noch auf das Potenzial behinderter Menschen geachtet wurde, und stießen wohl auch eine Änderung in der Heimunterbringung und Förderung Betroffener an. Allerdings hob Georg Feuser in seinem Vortrag Chancen für eine würdevolle Begegnung. Konstruktion und Rekonstruktion des hoffnungslosen Falls vom 28. September 2009 hervor, dass die kritisierten Zustände längst nicht vollkommen überwunden sind, und erwähnte insbesondere die Gefahren und zusätzlichen Einschränkungen, die Hospitalisierung mit sich bringt: „Probleme sind in gewisser Weise institutionsbedingt und hausgemacht […]“ Mit „aus guter Absicht geborenen Maßnahmen“ würden nach wie vor „Menschen mit schweren Beeinträchtigungen in ihrer Persönlichkeitsentwicklung massiv“ behindert. Der Film zeige, dass die Behinderung der Betroffenen auch „in ihrem Ausschluss von der Teilhabe am sozialen Verkehr, von Bildung und Kultur und durch ihren Einschluss in sie verwahrende Anstalten und Heime“ bestehe, „mithin in einer hochgradigen Isolation […] und nicht in ihrer Person zu suchen“ sei. Feuser analysierte mehrere Szenen aus dem alten Film, um die Verständigungs- und Entwicklungschancen deutlich zu machen, die durch einfache Interaktion angeregt werden können.

## Ursula Bodmer und Anita Utzinger
Bei der Dokumentation der pädagogischen Arbeit von Mimi Scheiblauer wurden die Filmemacher auf einen ihrer Zöglinge besonders aufmerksam: Die 1951 geborene Ursula Bodmer wurde von ihrer Mutter nach der Geburt nicht angenommen und die ersten Jahre ihres Lebens in Heimen verwahrt. Als das Kind acht Monate alt war, stellte sich heraus, dass es weder hören noch sehen konnte. Auch eine geistige Behinderung, epileptische Anfälle und ein Rückstand im Wachstum zeigten sich im Laufe der Zeit. Ursula Bodmer wurde nur eine geringe Lebenserwartung zugesprochen. Sie wurde als nicht bildungsfähig eingestuft und erhielt keinerlei Förderung, bis ihre spätere Pflegemutter, Anita Utzinger, sie in einem Heim im Toggenburg entdeckte. Damals war Ursula Bodmer sechs Jahre alt und hatte ihr bisheriges Leben zum größten Teil im Bett liegend und schreiend verbracht. Die Heilpädagogin für taubblinde Kinder Anita Utzinger hatte ein weiterführendes Studium in den USA abgeschlossen und ein Praktikum an der Perkins School for the Blind absolviert. Sie nahm das Kind in ihrer Familie auf; ihr Vater übernahm die Vormundschaft für Ursula. Eine Reise in die USA, wo ein Gutachten erstellt wurde, das Ursula Bodmer eine gewisse Bildungsfähigkeit zusprach – was in der Schweiz Voraussetzung dafür war, ihr überhaupt eine Unterstützung durch die Invalidenversicherung zukommen zu lassen –, und die für diese Reise ergangenen Spendenaufrufe in Zürcher Zeitungen machten Ursula Bodmer bekannt. Ihre Behinderung war weitergehend als die von Helen Keller, die Anita Utzinger in den USA kennengelernt hatte; deswegen konnte sie deren Fähigkeiten nie erwerben. Ursula Bodmer wurde von Anita Utzinger etwa fünf Jahrzehnte lang betreut, ehe ihre mittlerweile betagte Pflegemutter sie in der „Tanne“ in Langnau am Albis, einer Institution für taubblinde Menschen, unterbrachte. Nach wie vor verbringt Ursula Bodmer jedoch die Wochenenden meist bei Anita Utzinger.

## Leben in Anderswo
Anita Utzinger nahm 2009 wieder Kontakt mit dem Kameramann Rolf Lyssy auf. Daraufhin erkundigte sich dieser, ob auch Ursula Bodmer noch lebe, und drehte dann Jahrzehnte nach Ursula oder das unwerte Leben im Jahr 2011 einen zweiten Film über Ursula Bodmer und ihre Pflegemutter. Unter dem Titel Ursula – Leben in Anderswo kam dieser Film im Januar 2012 in die Kinos. Er enthält zahlreiche Ausschnitte aus dem ersten Film über Ursula Bodmer. Ursula Bodmer selbst weiß nicht, dass sie eine Hauptperson in zwei Filmen ist.

## Kritik
Der Film Ursula oder das unwerte Leben hatte seine Premiere im Zürcher Kino Bellevue und löste starke Reaktionen aus. Die Neue Zürcher Zeitung hob besonders den starken Anklang, den der Film beim Publikum fand, hervor. In der Zürcher Woche wurde Ursula oder das unwerte Leben von Werner Wollenberger als „der feinste, schönste, ergreifendste und tröstlichste Film, den die Schweiz seit vielen Jahren hervorgebracht hat“, bezeichnet.

## Auszeichnungen
- Prämie EDI, Prädikat besonders wertvoll, 1967
- Evangelische Filmgilde Deutschlands, „monatsbester“, 1968
- Kath. Film- + Fernsehliga Deutschlands, „jahresbester“, 1970
- Zürcher Filmpreis, 1970